# Four to the Floor
«Four to the Floor» es un sencillo de la banda británica de rock alternativo Starsailor. El sencillo fue lanzado como tercer y final sencillo del segundo álbum de la banda, Silence Is Easy. Llegó a ser todo uno de los mayores éxitos de la banda colocándose en #1 en Francia, #24 en el Reino Unido y siendo certificado como sencillo de platino en Australia. Es también conocida por su versión remezclada por Stuart Price bajo el alias Thin White Duke.

## Video musical
Existen dos versiones diferentes para "Four to the Floor". En la primera la banda toca en un escenario acompañada por los miembros de una orquesta sinfónica apareciendo y desapareciendo de acuerdo al desarrollo de la canción y de los instrumentos empleados.
El segundo video muestra a una pequeña persona (no es claro si se trata de un personaje masculino o femenino ya que nunca se le ve la cara en todo el video) haciendo grafitis alrededor de la ciudad. Al final del video este personaje es capturado por la policía que la estaba persiguiendo en todo el video. Los miembros de la banda tocan Four to the Floor mostrados como algunos de los grafitis pintados en diferentes lugares.
El video también muestra la imagen del Che Guevara, famoso revolucionario de origen argentino y Ben Byrne por su parte lleva puesta una camisa con la palabra "socialismo" aunque no es claro la conexión de estas imágenes con el concepto general del video.

## Lista de canciones
CD
1. «Four to the Floor» (Radio Edit) – 3:54
2. «A Message» – 4:28

CD edición limitada (con pósteres)
1. «Four to the Floor» (Radio Edit) – 3:54
2. «Four to the Floor» (Soulsavers Remix) – 5:12
3. «Four to the Floor» (Thin White Duke Remix) – 4:36
4. «Four to the Floor» (Video)[2]

## Posiciones

### Listas semanales
| País        | Lista                | Posición |
| ----------- | -------------------- | -------- |
| Alemania    | Media Control AG     | 82       |
| Australia   | ARIA Singles Chart   | 5        |
| Bélgica     | Ultratop 50 flamenca | 8        |
| Bélgica     | Ultratop 50 valona   | 1        |
| España      | PROMUSICAE           | 9        |
| Europa      | European Hot 100     | 9        |
| Francia     | SNEP Charts          | 1        |
| Italia      | FIMI Charts          | 37       |
| Reino Unido | UK Singles Chart     | 24       |
| Suiza       | Schweizer Hitparade  | 14       |

## Certificaciones
| País      | Organismo certificador | Certificación | Ventas  | Ref.  |
| --------- | ---------------------- | ------------- | ------- | ----- |
| Francia   | SNEP                   | Oro           | 250 000 | [ 8 ] |
| Australia | ARIA                   | Platino       | 70 000  | [ 9 ] |

## Sucesiones
| Anterior: «Gentleman» de Tragédie                                | Top 100 Singles — Sencillo N° 1 13 de noviembre de 2004 — 20 de noviembre de 2004 | Siguiente: «La Rivière de notre enfance» de Garou y Michel Sardou |
| Anterior: «La Rivière de notre enfance» de Garou y Michel Sardou | Ultratop 40 valona — Sencillo N° 1 22 de enero de 2005 — 19 de febrero de 2005    | Siguiente: «Solidarité Asie Tsunami 12-12»                        |